# Chiesa del Santissimo Redentore (San Michele all'Adige)
La chiesa del Santissimo Redentore è la parrocchiale di Faedo, frazione di San Michele all'Adige in Trentino. Rientra nella zona pastorale di Mezzolombardo dell'arcidiocesi di Trento e risale al XIX secolo.

## Storia

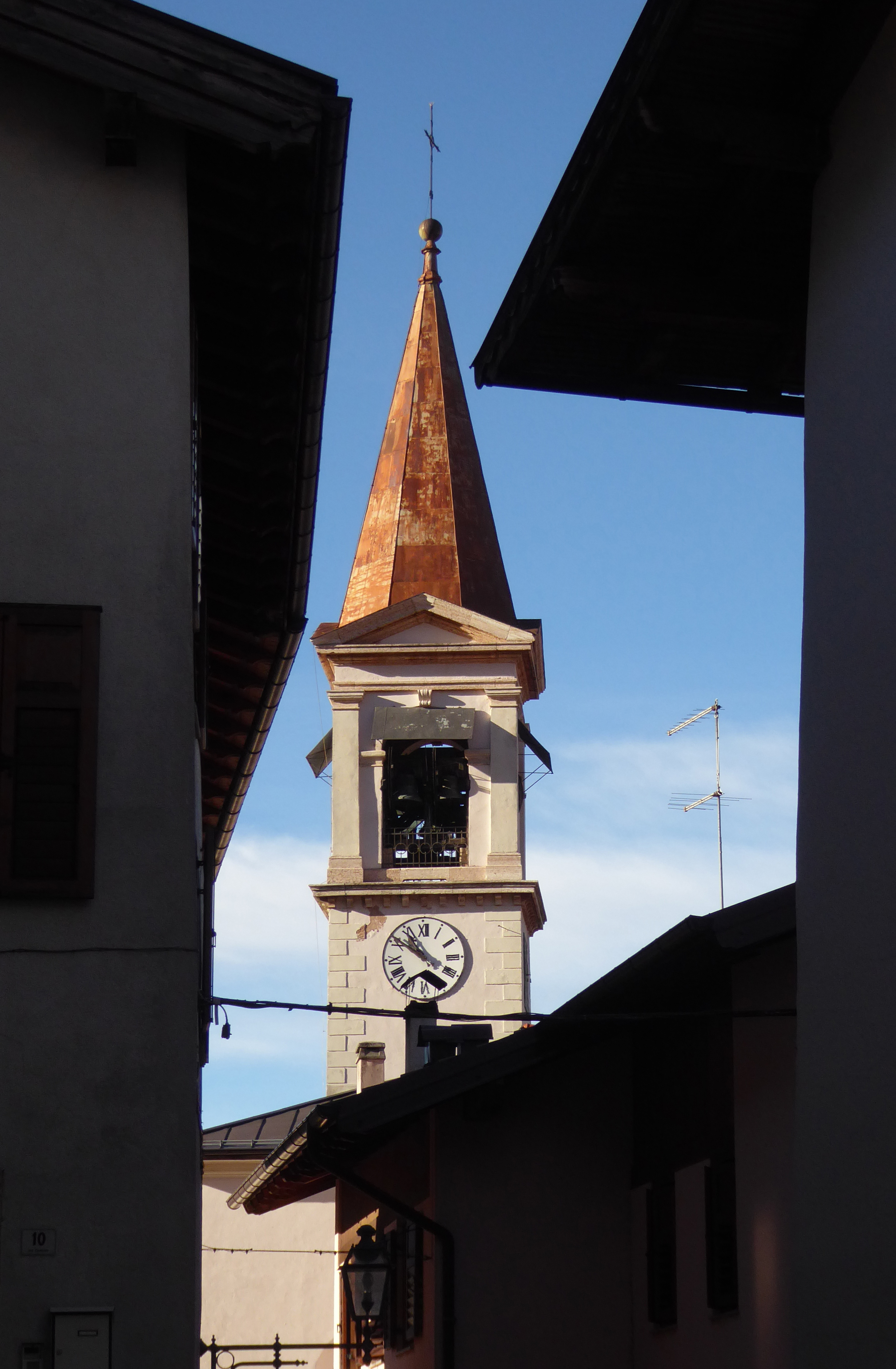
Campanile.

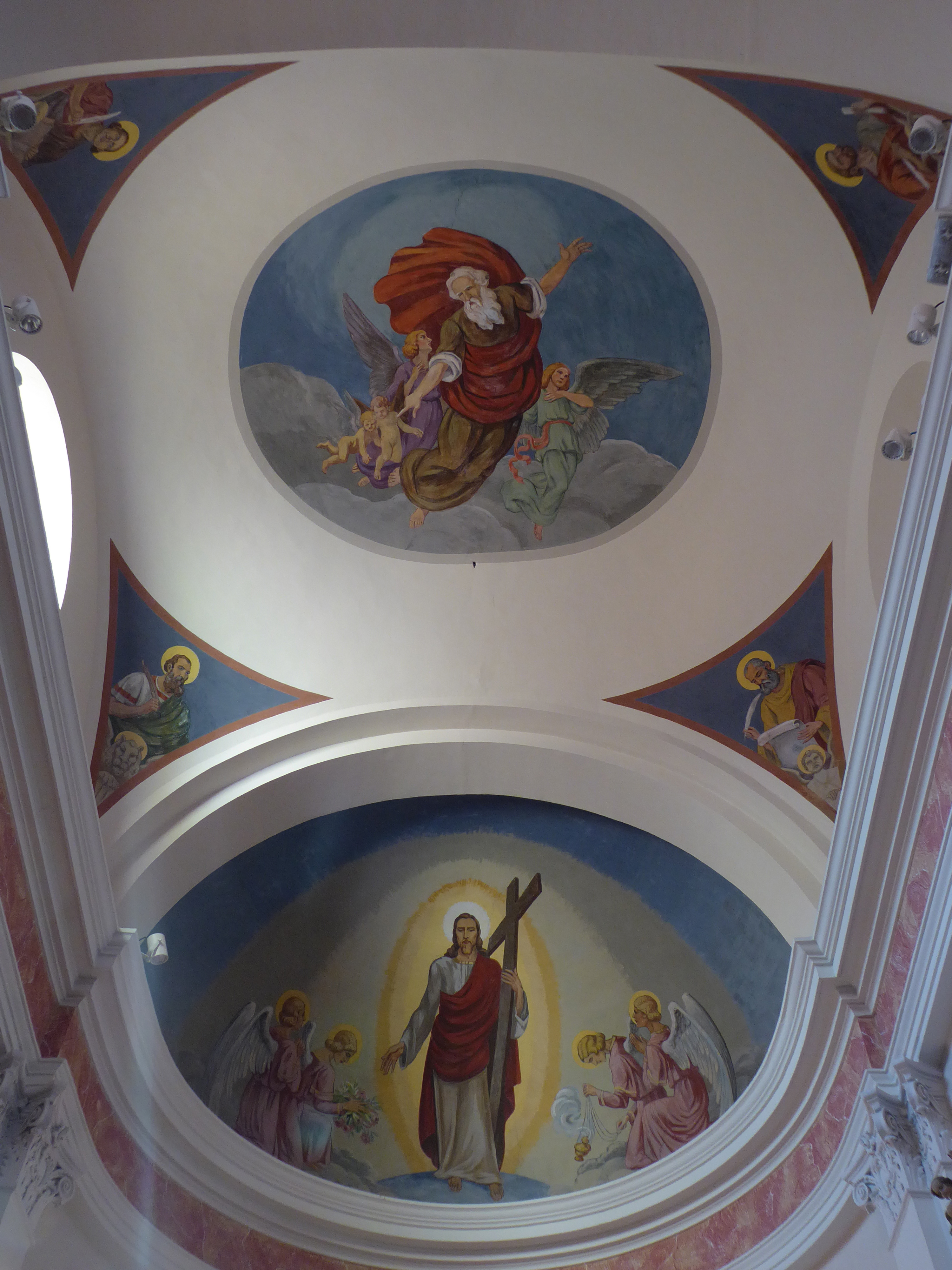
Affreschi sulla volta del presbiterio.

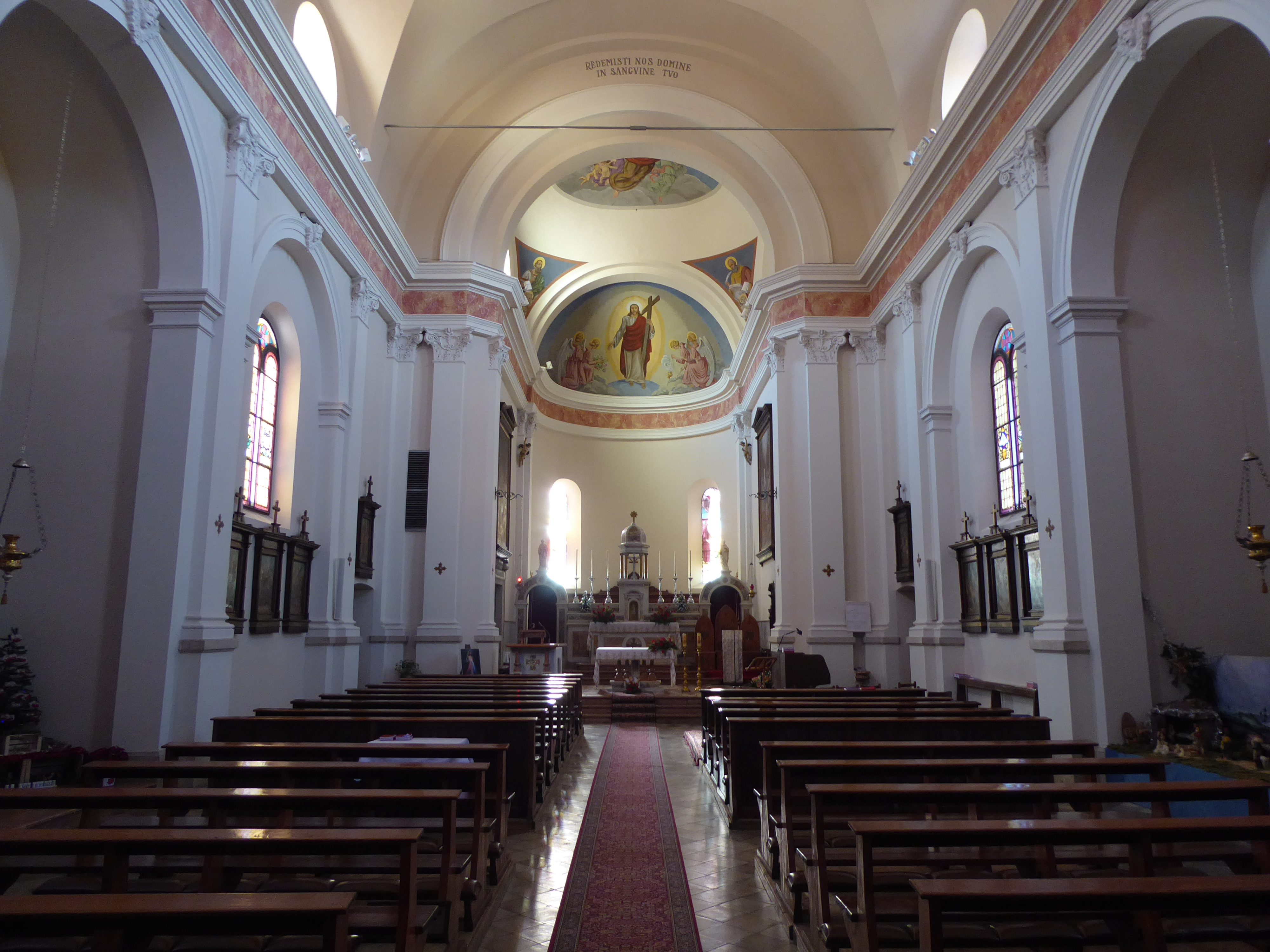
Interno dopo i lavori di adeguamento liturgico.

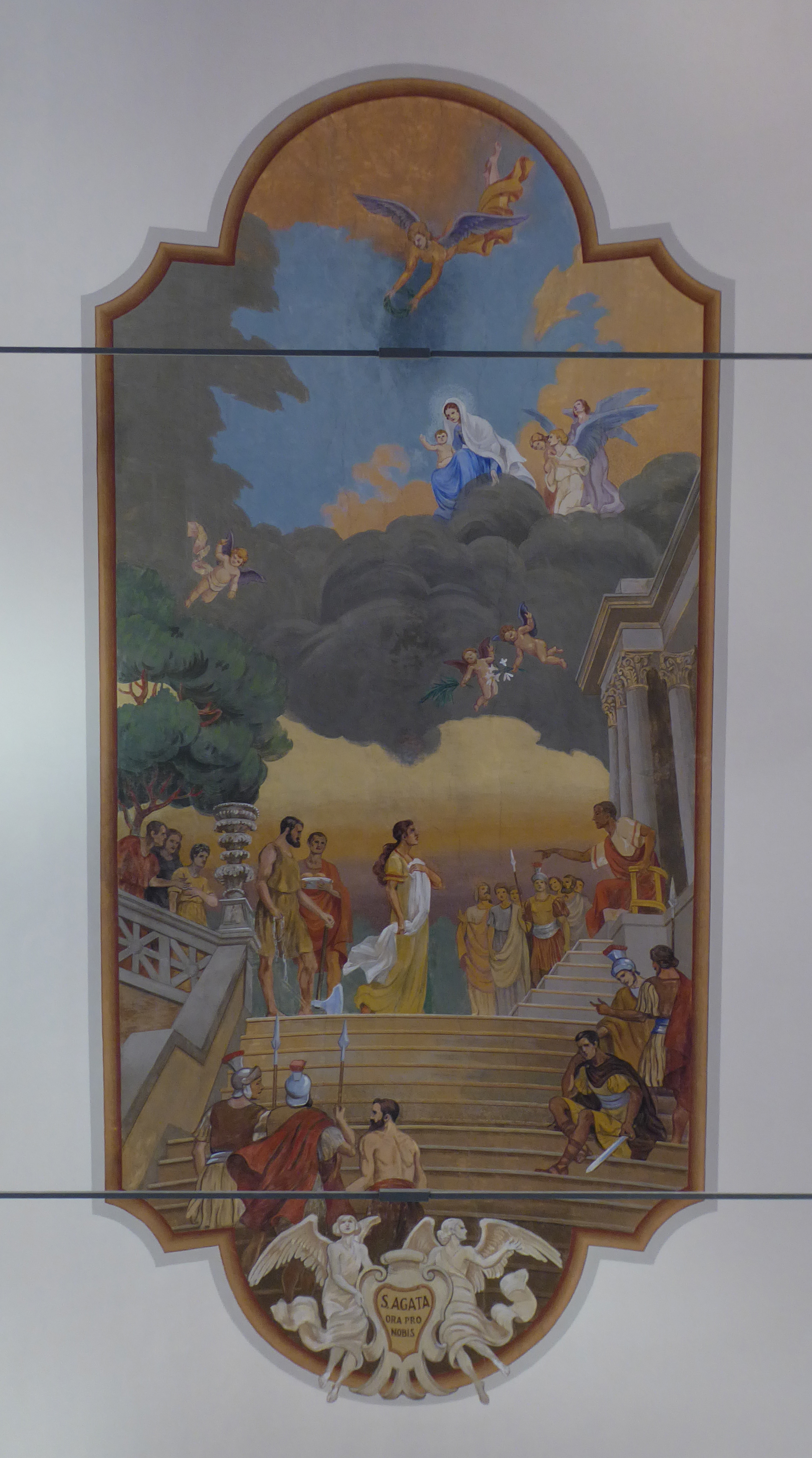
Affresco sulla volta della sala che raffigura il Martirio sant'Agata

A Faedo esisteva già la chiesa di Sant'Agata, ma divenne insufficiente per le esigenze della popolazione e si discusse se fosse il caso di abbattere la vecchia chiesa e sostituirla con un nuovo edificio oppure di costruire la chiesa nuova mantenendo anche la precedente. Alla fine si optò per la seconda soluzione.
I lavori, tra varie difficoltà legate alla decisione sofferta, alle problematiche sul sito preciso dove erigere la struttura ed il finanziamento, poterono iniziare solo nel 1898, dopo aver ottenuta anche l'approvazione dell'ente preposto austriaco, l'Imperial Regio Capitanato, con la benedizione della prima pietra per la nuova costruzione.
I lavori strutturali più importanti vennero ultimati nel 1901 e subito dopo si iniziarono gli interventi di arricchimento decorativo. Le volte della sala vennero dipinte a tempera da Luigi Peschedasch. Nel 1902 la chiesa venne benedetta e nel 1910 fu celebrata la sua consacrazione solenne dal vescovo di Trento Celestino Endrici. Da questo momento quasi certamente la curazia di Faedo, prima nella sede di Sant'Agata, venne spostata al Santissimo Redentore.
Ottenne dignità di chiesa parrocchiale nel 1919.
Nel primo dopoguerra del XX secolo fu oggetto di restauri come il rifacimento della pavimentazione della sala e il rinforzo delle strutture di contenimento del sagrato. 
Negli anni settanta fu installato l'impianto di riscaldamento e la struttura venne consolidata dopo i danni avuti dalle scosse di terremoto del 1976.
Nuovi restauri si sono realizzati negli anni novanta con l'apertura di un nuovo accesso alla sacrestia, la revisione degli intonaci e la risistemazione delle gronde per l'acqua piovana.
Gli ultimi interventi, conclusi nel 2015, hanno comportato in particolare una nuova azione di consolidamento statico, la tinteggiature generale e il rifacimento delle coperture a seguito dei danni provocati dal terremoto del 14 agosto 2015.

## Descrizione
Posta in una parte non elevata del paese, la chiesa conserva al suo interno un altar maggiore marmoreo opera di Gelsomino Scanagatta di Rovereto. Sulla volta della navata è presente il dipinto murale raffigurante Sant'Agata mentre nella parte presbiteriale si trovano gli Evangelisti e Redentore, opere dell'alense Luigi Peschedasch.